# Jardins de Chambord

Les jardins à la française (1) et les jardins à l'anglaise (2) sont situés à proximité du château.

Les jardins de Chambord sont des jardins ornementaux situés dans le domaine de Chambord qui comprend le château et la forêt, dans le département de Loir-et-Cher et la région Centre-Val de Loire en France.
Le jardin anglais est situé à l'ouest du château et est librement accessible ; le jardin à la française est situé au nord et à l'est du château et n'est accessible qu'aux visiteurs du château.
Le château de Chambord, construit sous François Ier, ne possède à l'origine pas de jardins. Les abords du château sont marécageux et le souverain a focalisé son effort sur l'architecture du château

## Jardins à la française

### Histoire

#### Premiers projets
Le château de Chambord, bâti au XVIe siècle sous le règne de François Ier, ne possède à l'origine pas de jardin d'agrément. Seul existe un petit jardin, planté à proximité du pont sur le Cosson, et nommé Jardin de l’intendant.
Entre 1639 et 1642, lors du séjour de Gaston d’Orléans à Chambord, des travaux d’assainissement des terrains et de canalisation du Cosson débutent. La création d'un jardin au Nord devient alors envisageable.
Les premiers projets pour la création d'un jardin à la française à proximité du château sont esquissés dans les années 1680 sous le règne du roi Louis XIV par l'architecte français Jules Hardouin-Mansart.

#### XVIIIesiècle
Les premiers travaux semblent avoir commencé en 1684. Les terres des abords du château sont remblayées pour les élever à un niveau peu ou pas inondable ; des murs de soutènement sont bâtis pour maintenir cette terrasse artificielle, d’abord du côté des douves du château puis aux extrémités Ouest et Sud-Est ; la canalisation du cours du Cosson est réalisée pour suivre les contours du parterre,. Ces travaux sont rapidement interrompus et reprennent en 1730.
Sous le règne du roi Louis XV, Stanislas Leszczyński, roi de Pologne, est logé au château lors de son exil entre 1725 et 1733. Leszczyński signale aux services des Bâtiments du roi que la présence persistante des marais aux abords du château sont la cause d'épidémies récurrentes, notamment de paludisme. 
Le contrôleur des Bâtiments du roi affecté à Chambord, La Hitte, coordonne à partir de 1730 la reprise des travaux commencés en 1684. Des ponts sont construits, dont celui qui permet de rejoindre le parterre depuis le château, des digues, les murs de la terrasse artificielle sont élevés, de la terre est ajoutée sur la terrasse afin d'atteindre la hauteur des murs, le lit du Cosson est curé et élargi afin de former un canal.
Les premières plantations (marronniers, buis, orangers) d'un jardin régulier, dit « à la française », sont effectuées en 1734, juste après le départ de Leszczyński, sous la direction du jardinier Jean-Baptiste Pattard,.
Entre 1745 et 1750, Louis  XV met le château et son domaine à la disposition de Maurice de Saxe.  Durant cette période, de  nouvelles  plantations apparaissent dans le jardin (buis, marronniers, charmilles), ainsi que des plantes et des arbres en caisse le long des allées du jardin (250 pieds d’ananas, 121 orangers, 1 citronnier et 1 limonier).
Dans la deuxième partie du XVIIIe siècle siècle, une partie du parterre est redessinée lorsque le domaine est mis à la disposition des Haras du royaume. Les deux plates-bandes de gazon situées à l’Est du château sont divisées dans le sens de la longueur afin de former quatre carrés ; un puits est édifié au centre.

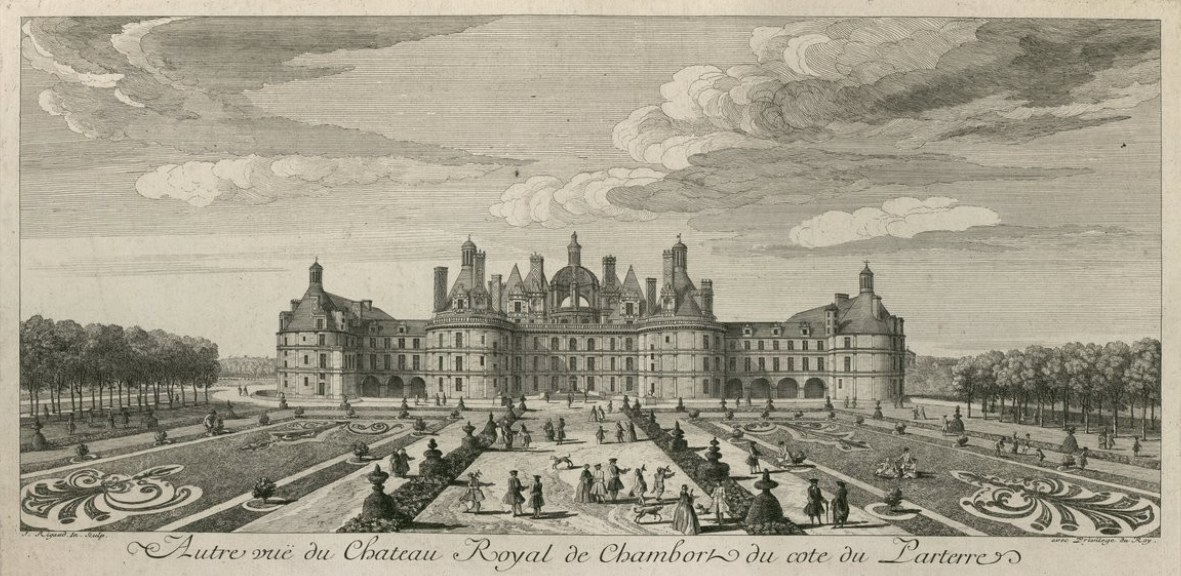
Estampe de Jacques Rigaud représentant les jardins à la française du château de Chambord devant sa façade Nord (1748)

#### XIXesiècle
À partir de la Révolution française, les jardins sont peu entretenus. Un document daté de 1817 durant la Seconde Restauration mentionne des arbres et des arbustes non taillés et des plates-bandes laissées en friche.
Une partie des douves, asséchées, sont transformées en jardin potager.
Entre les années 1820 et 1930, le domaine de Chambord est la propriété d’Henri de Bourbon, petit-fils du roi Charles  X, puis  de  ses  neveux, les princes de Bourbon-Parme. Le jardin possède une structure simplifiée : des plates-bandes de gazon, des allées sablées et des rangées ou bosquets d’arbres. Un projet de réaménagement complet est confié au paysagiste français Achille Duchêne mais est abandonné.

#### XXesiècle
Le parterre est divisé en grands rectangles de prairies. Une allée de grands arbres persiste à l’Ouest et certaines allées sont soulignées de topiaires d’ifs, d’arbustes et de rosiers devant la façade du château. 
En 1970, tous les arbres sont arrachés afin de ne conserver que des espaces engazonnés.
En 1972, les douves sont remises en eau.
En 1990, le Centre des monuments nationaux (CMN), alors responsable du site, autorise des élèves paysagistes de l’École de Versailles à fouiller les parterres de la grande terrasse dans le but de retrouver les dispositions du jardin du XVIIIe siècle.

#### La restauration du jardin au XXIesiècle
Seize années d’études comprenant des croisements de données scientifiques à partir d’archives, de plans anciens, de gravures et de recherches  archéologiques confirment la configuration du jardin figurant dans les plans du XVIIIe siècle.
La Direction régionale des affaires culturelles (DRAC) du Centre commande une nouvelle étude sur la période 2000 à 2003. Elle est commandée à Patrick Ponsot, architecte en chef des Monuments historiques et porte sur un schéma directeur des abords immédiats du château. Le premier projet, rendu en collaboration avec le paysagiste Jacques Coulon, propose un jardin contemporain qui est refusé. Le second projet, rendu en 2003 et approuvé par l’inspection du Patrimoine, propose de restaurer les jardins du XVIIIe siècle au nord.
Lancé à l'initiative de Jean d'Haussonville, directeur général de l'établissement public à caractère industriel et commercial château de Chambord, le projet est validé sur le plan politique par le Président de la République François Hollande lors de sa visite à Chambord en décembre 2014 puis sur le plan scientifique par la commission nationale des monuments historiques en février  2015.
Sept mois de travaux sont nécessaires à la restitution des jardins.
D'août 2016 à mars 2017, les jardins à la française sont reconstitués grâce au mécénat de 3,5 millions d'euros de l'américain Stephen A. Schwarzman, fondateur du fonds d'investissement Blackstone, ils occupent six hectares et demi au nord et à l'est du château.
François Hollande, Président de la République, inaugure les jardins le 19 mars 2017.
Le disc jockey et producteur de musique électronique britannique Carl Cox se produit dans les jardins en juillet 2018.

Les jardins côté Nord
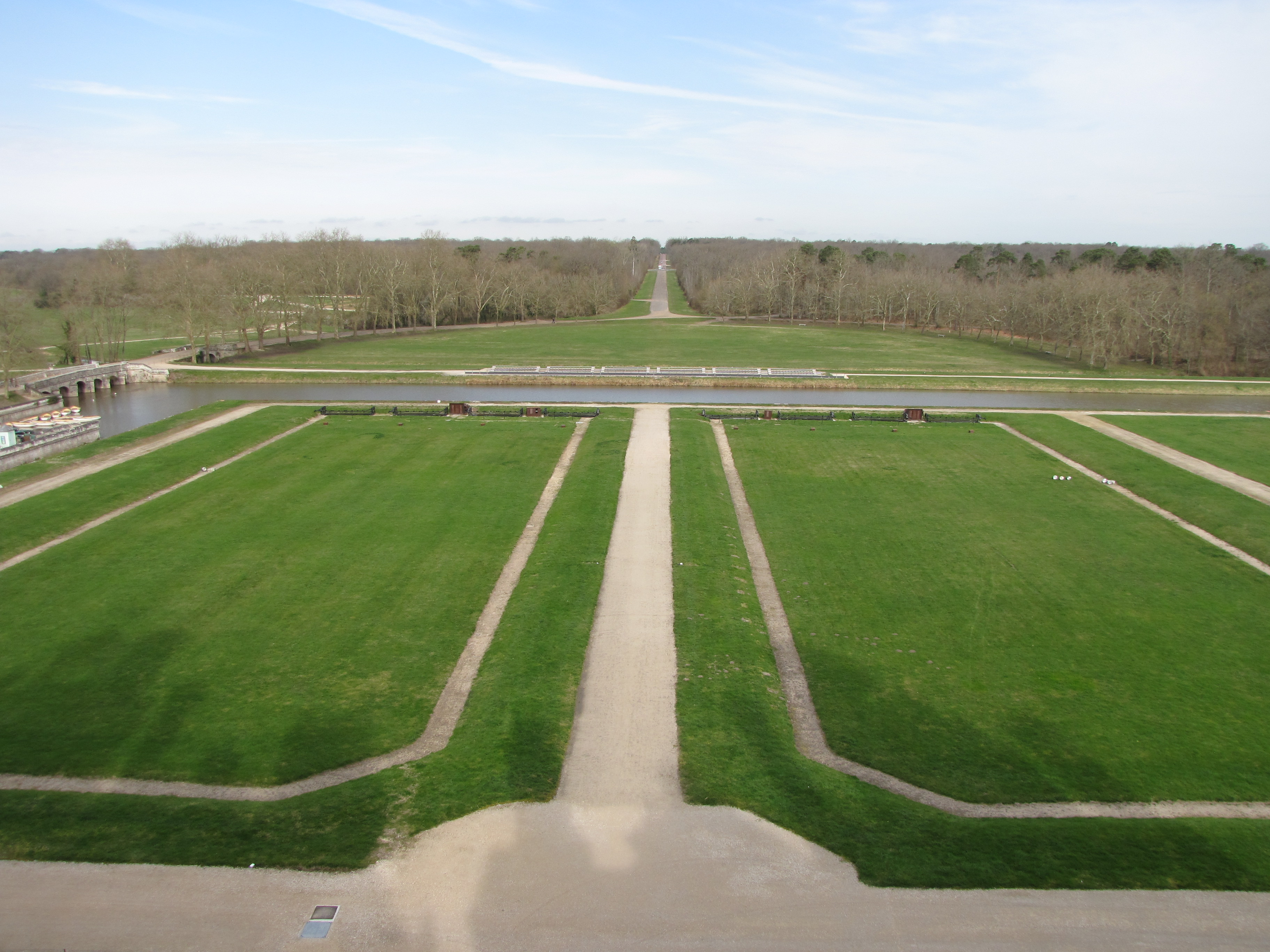
Avant la réhabilitation des jardins à la française (2010)
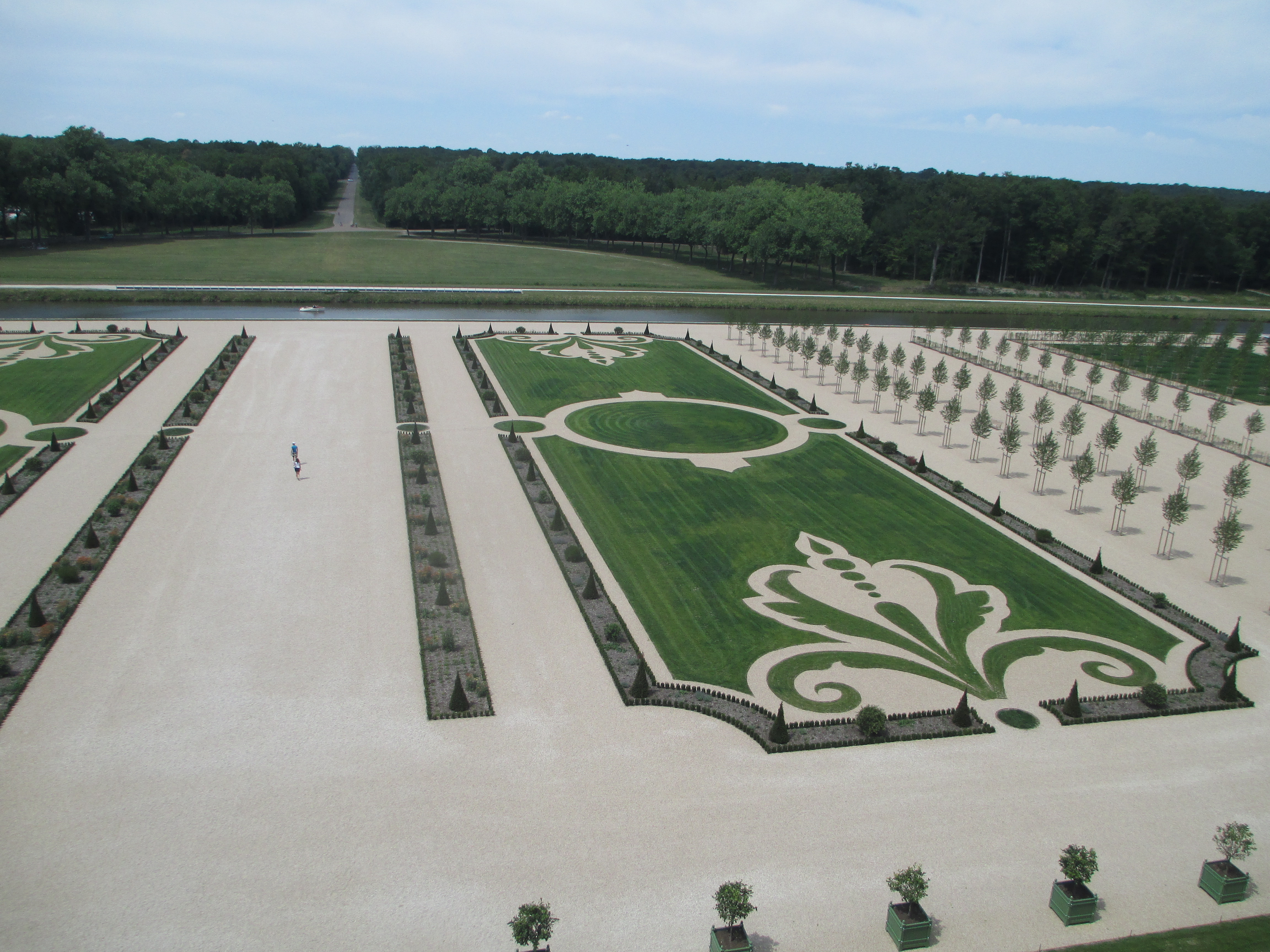
Après la réhabilitation des jardins à la française (2017)

### Description
Le jardin à la française occupe 0,6 km2 au nord et à l'est du château. Il a été planté de 600 arbres, 800 arbustes, 200 rosiers, 15 250 plantes délimitant les bordures et de 18 874 m2 de pelouses.
Ce jardin est constitué de trois parterres.
Plantes potagères : De la ciboulette, du fenouil, et de l'aneth. Les bordures des pelouses sont formées de thym et non de buis menacé par la pyrale du buis. Les marronniers également souvent malades et pourtant plantés à l'origine sont remplacés par des tilleuls.
Des parterres de roses Catherine-Deneuve ont été plantés en hommage à l’actrice de Peau d'Âne, film de Jacques Demy tourné en 1970 en partie à Chambord.
En 2018, six jardiniers entretiennent le jardin deux jours par semaine, sans traitement phytosanitaire.

## Jardin anglais
Le jardin anglais s'étend sur une superficie d'environ 15 000 m2.
Les premiers jardins à l’anglaise du domaine datent de l'époque des princes de Bourbon-Parme.